# Reação de dupla troca
Em Química, uma reação de dupla troca ou reação de metátese é uma reação onde há dois reagentes, ambos compostos gerando dois produtos, sendo que são igualmente dois compostos, permutando entre si dois elementos ou radicais.
Alguns exemplos são:
NaCl + AgNO3 → AgCl + NaNO3
FeS + 2 HCl → FeCl2 + H2S
A própria reação de salificação (ácido+base) é um exemplo de reação de dupla troca:
HCl + NaOH → NaCl + H2O
Estas reações ocorrem quando duas substâncias compostas resolvem fazer uma troca e formam-se duas novas substâncias compostas.
A reação de dupla troca ocorre quando AD e/ou CB for
- menos solúvel
- eletrólito mais fraco
- mais volátil

que AB e/ou CD.
Ou ainda, pode-se observar os produtos para verificar se a reação de dupla troca ocorre ou não. Neste caso de observação, a reação de dupla troca ocorre efetivamente se, pelo menos um dos produtos da reação for:
- base forte
- água ou peróxido de hidrogênio
- sal insolúvel
- ácido volátil

## Tipos de reação

### Neutralização
Uma reação de neutralização é um tipo específico de reação de dupla troca. A neutralização ocorre quando iguais quantidades de ácido reagem com iguais quantidades de base. A reação  de neutralização cria uma solução de sal e água, por exemplo:
HCl(aq)  +   NaOH(aq) → NaCl(aq) + H2O(l)

### Dupla troca aquosa
As reações de dupla troca podem ocorrer entre dois sais inorgânicos quando um dos produtos for insolúvel na água, garantindo o acontecimento da reação, como nos seguintes exemplos:
AgNO3(aq)  +  NaCl(aq)  →  AgCl(s)  +  NaNO3(aq)
2AgNO3(aq)  + CaCl2(aq) → 2AgCl(s) + Ca(NO3)2(aq)
CuSO4(aq) + 2NaCl(aq)  → CuCl2(s) + Na2SO4(aq)
Os compostos geralmente formados ou são um precipitado,  ou um gás insolúvel que borbulha para fora da solução ou um composto molecular, geralmente água. Como uma destas três condições deve sempre existir para a ocorrência da reação, uma tabela de solubilidade (ou conhecimento geral sobre regras de solubilidade) pode ser usado antecipadamente para prever se dois reagentes aquoses vão reagir ou não.  A teoria HSAB também pode ser aplicada como meio de determinar ou prever os produtos criados deste tipo de reação de dupla troca.
z\xz\x\

### Carbonatos e ácidos
Outra subcategoria deste tipo de reação envolve a combinação de ácidos com íons carbonatos/bicarbonatos. Essas reações sempre produzem ácido carbônico como um dos produtos, que é uma substância muito instável e rapidamente se decompões em dióxido de carbono e água. O exemplo abaixo é a reação do "vulcão" das mais comuns feiras de ciências em escolas - ácido acético com bicarbonato de sódio:
CH3COOH(aq) + NaHCO3(s) → CH3COONa(aq) + CO2(g) + H2O(l)
Essa reação também está presente no sal de frutas, e na determinação de certos tipos de rochas, como as de calcário (CaCO3). Neste caso, se uma rocha borbulhar gás (CO2) ao derramar-se ácido sobre ela, há a confirmação de que ela possui o íon carbonato, e de que possivelmente ela seja de calcário.

### Metátese de olefinas
Uma importante e influenciável reação com química orgânica, a qual envolve os principios da metátese é a reação por metátese de olefinas desenvolvida por Yves Chauvin, Richard R. Schrock e Robert H. Grubbs, que recebeu o prêmio Nobel de Química em 2005.
O principio da metátese de olefinas é que uma dupla troca alcalina seja dividida e redistribuida juntamente com a redistribuição alcalina sobre a presença de metais catalíticos, como  níquel ou tungstênio. Ela tem várias aplicações comerciais significativas, e é especialmente útil devido às quantidades relativamente pequenas de detritos e materiais tóxicos restantes.